# Classement du championnat du monde des pilotes de Formule 1 de 1960 à 1969
Liste, par année, des pilotes de Formule 1 classés parmi les dix premiers du championnat du monde.

## 1960
| Classement | Pilotes            | Pays             | Écuries                      | Points inscrits |
| ---------- | ------------------ | ---------------- | ---------------------------- | --------------- |
| 1er        | Jack Brabham       | Australie        | Cooper-Climax                | 43              |
| 2e         | Bruce McLaren      | Nouvelle-Zélande | Cooper-Climax                | 34              |
| 3e         | Stirling Moss      | Royaume-Uni      | Cooper-Climax / Lotus-Climax | 19              |
| 4e         | Innes Ireland      | Royaume-Uni      | Lotus-Climax                 | 18              |
| 5e         | Phil Hill          | États-Unis       | Ferrari                      | 16              |
| 6e         | Olivier Gendebien  | Belgique         | Cooper-Climax                | 10              |
| 7e         | Wolfgang von Trips | Allemagne        | Ferrari                      | 10              |
| 8e         | Jim Rathmann       | États-Unis       | Watson-Offenhauser           | 8               |
| 9e         | Richie Ginther     | États-Unis       | Ferrari                      | 8               |
| 10e        | Jim Clark          | Royaume-Uni      | Lotus-Climax                 | 8               |

## 1961
| Classement | Pilotes            | Pays             | Écuries       | Points inscrits |
| ---------- | ------------------ | ---------------- | ------------- | --------------- |
| 1er        | Phil Hill          | États-Unis       | Ferrari       | 34              |
| 2e         | Wolfgang von Trips | Allemagne        | Ferrari       | 33              |
| 3e         | Stirling Moss      | Royaume-Uni      | Lotus-Climax  | 21              |
| 4e         | Dan Gurney         | États-Unis       | Porsche       | 21              |
| 5e         | Richie Ginther     | États-Unis       | Ferrari       | 16              |
| 6e         | Innes Ireland      | Royaume-Uni      | Lotus-Climax  | 12              |
| 7e         | Jim Clark          | Royaume-Uni      | Lotus-Climax  | 11              |
| 8e         | Bruce McLaren      | Nouvelle-Zélande | Cooper-Climax | 11              |
| 9e         | Giancarlo Baghetti | Italie           | Ferrari       | 9               |
| 10e        | Tony Brooks        | Royaume-Uni      | BRM           | 6               |

## 1962
| Classement | Pilotes        | Pays             | Écuries                       | Points inscrits |
| ---------- | -------------- | ---------------- | ----------------------------- | --------------- |
| 1er        | Graham Hill    | Royaume-Uni      | BRM                           | 42              |
| 2e         | Jim Clark      | Royaume-Uni      | Lotus-Climax                  | 30              |
| 3e         | Bruce McLaren  | Nouvelle-Zélande | Cooper-Climax                 | 27              |
| 4e         | John Surtees   | Royaume-Uni      | Lola-Climax                   | 19              |
| 5e         | Dan Gurney     | États-Unis       | Porsche                       | 15              |
| 6e         | Phil Hill      | États-Unis       | Ferrari                       | 14              |
| 7e         | Tony Maggs     | Afrique du Sud   | Cooper-Climax                 | 13              |
| 8e         | Richie Ginther | États-Unis       | BRM                           | 10              |
| 9e         | Jack Brabham   | Australie        | Lotus-Climax / Brabham-Climax | 9               |
| 10e        | Trevor Taylor  | Royaume-Uni      | Lotus-Climax                  | 6               |

## 1963
| Classement | Pilotes         | Pays             | Écuries        | Points inscrits |
| ---------- | --------------- | ---------------- | -------------- | --------------- |
| 1er        | Jim Clark       | Royaume-Uni      | Lotus-Climax   | 54              |
| 2e         | Graham Hill     | Royaume-Uni      | BRM            | 29              |
| 3e         | Richie Ginther  | États-Unis       | BRM            | 29              |
| 4e         | John Surtees    | Royaume-Uni      | Ferrari        | 22              |
| 5e         | Dan Gurney      | États-Unis       | Brabham-Climax | 19              |
| 6e         | Bruce McLaren   | Nouvelle-Zélande | Cooper-Climax  | 17              |
| 7e         | Jack Brabham    | Australie        | Brabham-Climax | 14              |
| 8e         | Tony Maggs      | Afrique du Sud   | Cooper-Climax  | 9               |
| 9e         | Innes Ireland   | Royaume-Uni      | BRP-BRM        | 6               |
| 10e        | Lorenzo Bandini | Italie           | Ferrari        | 6               |

## 1964
| Classement | Pilotes         | Pays             | Écuries        | Points inscrits |
| ---------- | --------------- | ---------------- | -------------- | --------------- |
| 1er        | John Surtees    | Royaume-Uni      | Ferrari        | 40              |
| 2e         | Graham Hill     | Royaume-Uni      | BRM            | 39              |
| 3e         | Jim Clark       | Royaume-Uni      | Lotus-Climax   | 32              |
| 4e         | Lorenzo Bandini | Italie           | Ferrari        | 23              |
| 5e         | Richie Ginther  | États-Unis       | BRM            | 23              |
| 6e         | Dan Gurney      | États-Unis       | Brabham-Climax | 19              |
| 7e         | Bruce McLaren   | Nouvelle-Zélande | Cooper-Climax  | 13              |
| 8e         | Jack Brabham    | Australie        | Brabham-Climax | 11              |
| 9e         | Peter Arundell  | Royaume-Uni      | Lotus-Climax   | 11              |
| 10e        | Joseph Siffert  | Suisse           | Brabham-Climax | 7               |

## 1965
| Classement | Pilotes         | Pays             | Écuries        | Points inscrits |
| ---------- | --------------- | ---------------- | -------------- | --------------- |
| 1er        | Jim Clark       | Royaume-Uni      | Lotus-Climax   | 54              |
| 2e         | Graham Hill     | Royaume-Uni      | BRM            | 40              |
| 3e         | Jackie Stewart  | Royaume-Uni      | BRM            | 33              |
| 4e         | Dan Gurney      | États-Unis       | Brabham-Climax | 25              |
| 5e         | John Surtees    | Royaume-Uni      | Ferrari        | 17              |
| 6e         | Lorenzo Bandini | Italie           | Ferrari        | 13              |
| 7e         | Richie Ginther  | États-Unis       | Honda          | 11              |
| 8e         | Mike Spence     | Royaume-Uni      | Lotus-Climax   | 10              |
| 9e         | Bruce McLaren   | Nouvelle-Zélande | Cooper-Climax  | 10              |
| 10e        | Jack Brabham    | Australie        | Brabham-Climax | 9               |

## 1966
| Classement | Pilotes             | Pays             | Écuries                   | Points inscrits |
| ---------- | ------------------- | ---------------- | ------------------------- | --------------- |
| 1er        | Jack Brabham        | Australie        | Brabham-Repco             | 42              |
| 2e         | John Surtees        | Royaume-Uni      | Ferrari / Cooper-Maserati | 28              |
| 3e         | Jochen Rindt        | Autriche         | Cooper-Maserati           | 22              |
| 4e         | Denny Hulme         | Nouvelle-Zélande | Brabham-Repco             | 18              |
| 5e         | Graham Hill         | Royaume-Uni      | BRM                       | 17              |
| 6e         | Jim Clark           | Royaume-Uni      | Lotus-Climax / Lotus-BRM  | 16              |
| 7e         | Jackie Stewart      | Royaume-Uni      | BRM                       | 14              |
| 8e         | Mike Parkes         | Royaume-Uni      | Ferrari                   | 12              |
| 9e         | Lorenzo Bandini     | Italie           | Ferrari                   | 12              |
| 10e        | Ludovico Scarfiotti | Italie           | Ferrari                   | 9               |

## 1967
| Classement | Pilotes         | Pays             | Écuries                               | Points inscrits |
| ---------- | --------------- | ---------------- | ------------------------------------- | --------------- |
| 1er        | Denny Hulme     | Nouvelle-Zélande | Brabham-Repco                         | 51              |
| 2e         | Jack Brabham    | Australie        | Brabham-Repco                         | 46              |
| 3e         | Jim Clark       | Royaume-Uni      | Lotus-BRM / Lotus-Climax / Lotus-Ford | 41              |
| 4e         | John Surtees    | Royaume-Uni      | Honda                                 | 20              |
| 5e         | Chris Amon      | Nouvelle-Zélande | Ferrari                               | 20              |
| 6e         | Pedro Rodriguez | Mexique          | Cooper-Maserati                       | 15              |
| 7e         | Graham Hill     | Royaume-Uni      | Lotus-BRM / Lotus-Ford                | 15              |
| 8e         | Dan Gurney      | États-Unis       | Eagle-Weslake                         | 13              |
| 9e         | Jackie Stewart  | Royaume-Uni      | BRM                                   | 10              |
| 10e        | Mike Spence     | Royaume-Uni      | BRM                                   | 9               |

## 1968
| Classement | Pilotes              | Pays             | Écuries      | Points inscrits |
| ---------- | -------------------- | ---------------- | ------------ | --------------- |
| 1re        | Graham Hill          | Royaume-Uni      | Lotus-Ford   | 48              |
| 2e         | Jackie Stewart       | Royaume-Uni      | Matra-Ford   | 36              |
| 3e         | Denny Hulme          | Nouvelle-Zélande | McLaren-Ford | 33              |
| 4e         | Jacky Ickx           | Belgique         | Ferrari      | 27              |
| 5e         | Bruce McLaren        | Nouvelle-Zélande | McLaren-Ford | 22              |
| 6e         | Pedro Rodríguez      | Mexique          | BRM          | 18              |
| 7e         | Joseph Siffert       | Suisse           | Lotus-Ford   | 12              |
| 8e         | John Surtees         | Royaume-Uni      | Honda        | 12              |
| 9e         | Jean-Pierre Beltoise | France           | Matra        | 11              |
| 10e        | Chris Amon           | Nouvelle-Zélande | Ferrari      | 10              |

## 1969
| Classement | Pilotes              | Pays             | Écuries      | Points inscrits |
| ---------- | -------------------- | ---------------- | ------------ | --------------- |
| 1re        | Jackie Stewart       | Royaume-Uni      | Matra-Ford   | 63              |
| 2e         | Jacky Ickx           | Belgique         | Brabham-Ford | 37              |
| 3e         | Bruce McLaren        | Nouvelle-Zélande | McLaren-Ford | 26              |
| 4e         | Jochen Rindt         | Autriche         | Lotus-Ford   | 22              |
| 5e         | Jean-Pierre Beltoise | France           | Matra-Ford   | 21              |
| 6e         | Denny Hulme          | Nouvelle-Zélande | McLaren-Ford | 20              |
| 7e         | Graham Hill          | Royaume-Uni      | Lotus-Ford   | 19              |
| 8e         | Piers Courage        | Royaume-Uni      | Brabham-Ford | 16              |
| 9e         | Joseph Siffert       | Suisse           | Lotus-Ford   | 15              |
| 10e        | Jack Brabham         | Australie        | Brabham-Ford | 14              |